# Convolvulus aschersonii
Convolvulus aschersonii är en vindeväxtart som beskrevs av Adolf Engler. Convolvulus aschersonii ingår i släktet vindor, och familjen vindeväxter. Inga underarter finns listade i Catalogue of Life.